# Ние, живите
„Ние, живите“ (на английски: We the Living) е първият роман на руско-американския новелист Айн Ранд. Книгата е нейното първо изявление против комунизма. Публикувана през 1936 г., тя разказва история за живота в пост-революционна Русия. В предговора Ранд отбелязва, че „Ние, живите“ е произведението, което се доближава най-много до автобиография. Работното загалвие на книгата е било „Airtight“. „Ние, живите“ е завършена през 1934 г., но въпреки подкрепата на Хенри Луис Менкен, тя е отхвърляна от редица издания до 1936 г., когато Джордж Плат Брет от издателство Macmillan се съгласява да я пубикува. Брет казва: „Не се знаеше дали книгата ще донесе печалба, но това беше роман, който трябваше да бъде публикуван.“
Книгата излиза на българския книжен пазар през 2010 г., публикувана от издателска къща МаК  и издателство Изток-Запад. 

## Сюжет
Затрогващ разказ за конфликта между суровата действителност на гладуващия Петроград, новата столица на болшевишка Русия, и силните страсти, които разкъсват основните герои на романа и ги вплитат в съдбоносен любовен триъгълник. Кира, Лео и Андрей се опитват да живеят достойно и защитят любовта си в свят, който наказва всичко светло и добро. Действията им са мотивирани от светостта на живота, разбиран като върховна ценност. Липсата на подобно разбиране е в основата на всички диктатури, на всички колективистки теории и на всички човешки злини.
По думите на Айн Ранд: „Ние, живите“ не е разказ за Съветска Русия от 1925 г. Това е разказ за диктатурата, навсякъде и по-всяко време, независимо дали е в Съветска Русия, нацистка Германия или социалистическа Америка“. Това е книга за Човека срещу Държавата. Основното в нея е светостта на човешкия живот. 
|  | Тази страница частично или изцяло представлява превод на страницата We the Living в Уикипедия на английски. Оригиналният текст, както и този превод, са защитени от Лиценза „Криейтив Комънс – Признание – Споделяне на споделеното“, а за съдържание, създадено преди юни 2009 година – от Лиценза за свободна документация на ГНУ. Прегледайте историята на редакциите на оригиналната страница, както и на преводната страница, за да видите списъка на съавторите. ВАЖНО: Този шаблон се отнася единствено до авторските права върху съдържанието на статията. Добавянето му не отменя изискването да се посочват конкретни източници на твърденията, които да бъдат благонадеждни. |